# Bert Jansch

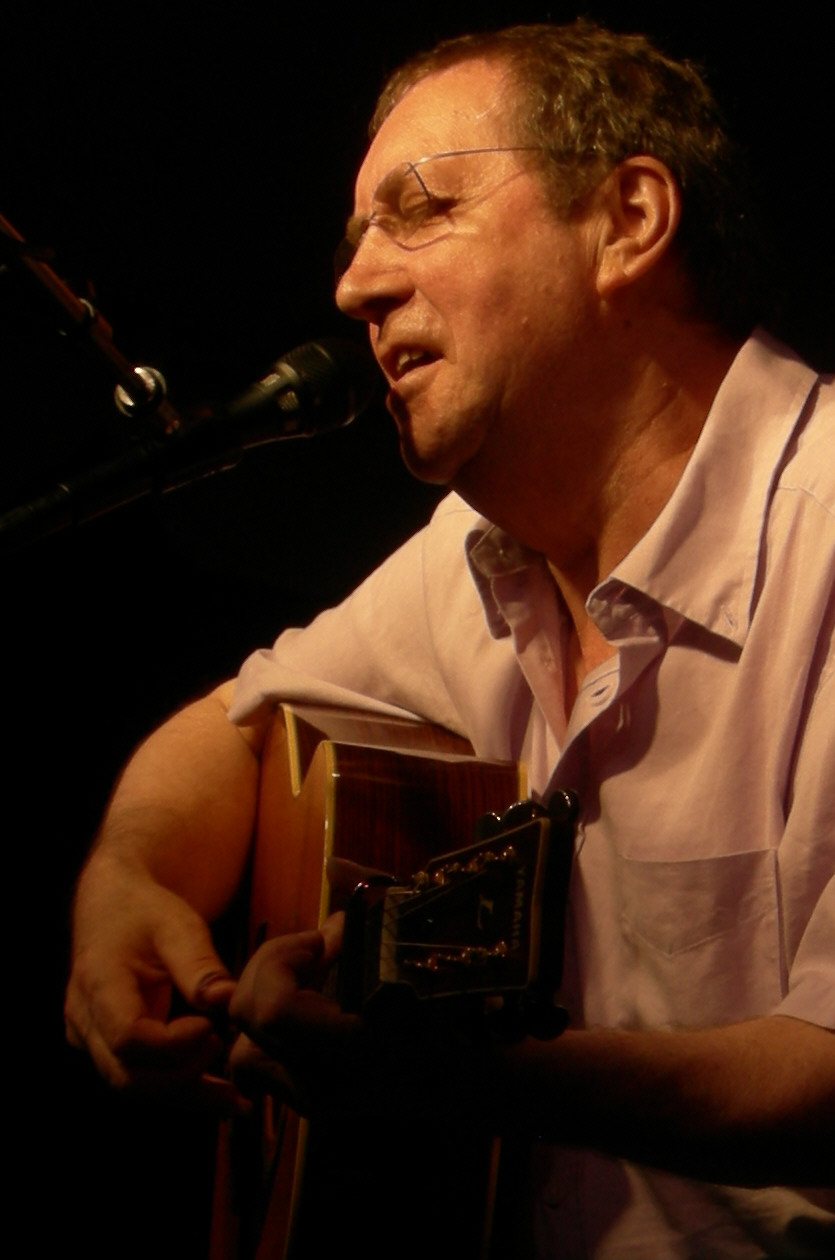
Bert Jansch (2007)

Bert Jansch (* 3. November 1943 in Glasgow; † 5. Oktober 2011 in London) war ein britischer Folk-Sänger und -Gitarrist.

## Leben
Nachdem Jansch zunächst eine Zeit lang in Europa umhergereist war, ließ er sich in den frühen 1960ern in London nieder, wo er sich einen Namen in der dortigen Folk-Szene machte. Anne Briggs verhalf ihm zu einem Plattenvertrag bei Transatlantic Records, und 1965 erschien Janschs Debüt-Album Bert Jansch, das bei Folk-Fans in ganz Großbritannien Aufmerksamkeit erregte. Musikhistorisch ist interessant, dass Jansch einen nicht zu unterschätzenden spieltechnischen Einfluss sowohl auf Folk-Musiker wie Nick Drake und Donovan als auch auf den Begründer der bahnbrechenden Hard-Rock-Formation Led Zeppelin, Jimmy Page, ausübte. Neil Young verglich Janschs Bedeutung mit Bezug auf die Akustikgitarre mit der Bedeutung von Jimi Hendrix bezüglich der E-Gitarre. Noch im gleichen Jahr erschien sein zweites Solo-Album It Don’t Bother Me, auf welchem auch John Renbourn mitspielte. Jansch und Renbourn taten sich daraufhin zu einem Duo zusammen und veröffentlichten 1966 Bert and John.
Nachdem Jansch im selben Jahr ein drittes Solo-Album namens Jack Orion aufgenommen hatte, gründete er zusammen mit Renbourn die Folk-Jazz-Band Pentangle. Neben seiner Arbeit bei Pentangle veröffentlichte Jansch eine Vielzahl von Solo-Alben, auch noch nach der Trennung der Band 1973. In den 1980ern war Jansch bei einer Reunion von Pentangle dabei, und bis 2006 kamen regelmäßig Alben von ihm auf den Markt.
Jansch belegte 2011 den 94. Platz der vom Rolling Stone herausgegebenen Liste The 100 Greatest Guitarists of All Time.
Jansch verstarb am 5. Oktober 2011 nach einer langjährigen Krebserkrankung.

## Diskographie
- Bert Jansch (1965)
- It Don’t Bother Me (1965)
- Lucky Thirteen (US-Sampler, 1966)
- Bert and John (mit John Renbourn; 1966)
- Jack Orion (1966)
- Nicola (1967)
- Stepping Stones (US-Version von Bert and John, 1968)
- Birthday Blues (1969)
- The Bert Jansch Sampler (1969)
- Rosemary Lane (1971)
- Box of Love. The Bert Jansch Sampler Vol. 2 (1972)
- Moonshine (1973)
- L.A. Turnaround (1974)
- Santa Barbara Honeymoon (1975)
- A Rare Conundrum (1977)
- The Guitar of Bert Jansch (1977)
- Avocet (1979)
- Thirteen Down (1980)
- Heartbreak (1982)
- From the Outside (1985)
- Leather Laundrette (1988)
- Ornament Tree (1990)
- Sketches (1990)
- BBC Radio 1 in Concert (live; 1993)
- When the Circus Comes to Town (1995)
- Live at the 12 Bar (live; 1996)
- Toy Balloon (1998)
- Conundrum (1998)
- Crimson Moon (2000)
- Downunder: Live in Australia (live; 2001)
- Acoustic Routes (2002)
- Edge of a Dream (2002)
- River Sessions (2004)
- The Black Swan (2006)
- Fresh as Sweet Sunday Morning (live; 2007)
- Living in the Shadows Part Two; On the Edge of a Dream (2017)